# Condado de Scott (Misisipi)
El condado de Scott (en inglés: Scott County), fundado en 1833, es un condado del estado estadounidense de Misisipi. En el año 2000 tenía una población de 28.423 habitantes con una densidad poblacional de 18 personas por km². La sede del condado es Forest.

## Geografía
Según la Oficina del Censo, el condado tiene un área total de 1580 km² (610 mi²), de la cual 1577 km² (608,9 mi²) es tierra y 3 km² (1,2 mi²) es agua.

## Demografía
En el 2000 la renta per cápita promedia del condado era de $ 26,686 y el ingreso promedio para una familia era de $31,487. El ingreso per cápita para el condado era de $14,013. En 2000 los hombres tenían un ingreso per cápita de $26,406 frente a $18,459 para las mujeres. Alrededor del 20.70% de la población estaba bajo el umbral de pobreza nacional.

## Condados adyacentes
- Condado de Leake (norte)
- Condado de Newton (este)
- Condado de Smith (sur)
- Condado de Rankin (oeste)
- Condado de Madison (noroeste)

## Localidades
Ciudades
- Forest
- Morton

Pueblos
- Lake (parte en el condado de Newton)
- Sebastopol (pequeña parte en el condado de Leake)

Lugares designados por el censo
- Hillsboro

Áreas no incorporadas
- Forkville
- Harperville
- Homewood
- Ludlow
- Norris
- Pulaski

## Principales carreteras
- Interestatal 20
- U.S. Highway 80
- Carretera 13
- Carretera 21
- Carretera 35